# César Giobbi
Cesar Giobbi é um jornalista e colunista social brasileiro.
Teve por anos a coluna Persona no jornal O Estado de S.Paulo. Hoje mantém um site, que leva seu nome, o http://www.cesargiobbi.com.br. Entre os que trabalham em sua equipe há anos está Claudete de Lara. Mas por ela também passaram os jornalistas Esther Chaya Levenstein e Carlos Hee. Também faz uma coluna semanal, sobre dicas culturais da cidade de São Paulo, no Jornal da Gazeta, às sextas-feiras, a partir das 19h, na TV Gazeta.
Diariamente apresenta programetes sobre dicas culturais na rádio JovemPan News.
Foi editor e apresentador, na TV Cultura, do programa Planeta Cidade onde fazia matérias sobre a cidade de São Paulo e entrevistas com Marília Gabriela.
Trabalhou com Amaury Jr.